# Jurków (powiat lubański)
Jurków – kolonia w Polsce położona w województwie dolnośląskim, w powiecie lubańskim, w gminie Leśna.
W latach 1975–1998 miejscowość administracyjnie należała do województwa jeleniogórskiego.